# 居普菲山
46°47′46″N 8°11′43″E / 46.79611°N 8.19528°E
居普菲山（Güpfi），是瑞士的山峰，位於該國中部，由上瓦爾登州負責管轄，屬於烏里山的一部分，俯瞰隆格恩，海拔高度2,043米，每年平均降雨量2,465毫米。